# Маркоманска война
Маркоманската война (на латински: bellum Germanicum et Sarmaticum) (166 – 180) е война на германските и сарматските племена с Рим, предизвикана от придвижването на тези племена към източните граници на Римската империя.
Нарушавайки Рейнско-Дунавската граница, маркомани, квади, хермундури и други племена отиват в Италия. През 169 година те обсаждат крепостта Аквилея и разрушават град Опитергий. Войната се води с променив успех. Чак през 172 – 174 година на император Марк Аврелий с големи трудности се отдава да спре натиска над маркоманите и другите племена. Според мирния договор, сключен през 175 година, племената са принудени да признаят римския протекторат.
През 177 година германските племена отново започват настъпление. През 180 година римският император Комод сключва мир с тях при условието да се възстанови довоенната граница между тях и Римската империя.
Отделни епизоди от Маркоманската война са изобразени на барелефите на 30-метровата колона на Марк Аврелий в Рим.